# Achgabat Cinéma
Le cinéma Achgabat est une salle de cinéma située à Achgabat au Turkménistan, se trouvant sur l'avenue Magtymguly, près du stade Köpetdag. Ouvert 29 juin 2011, c'est le premier cinéma 3D du pays.

## Histoire
L'initiateur de la première cinéma en relief a été le Président du Turkménistan. Un appel d'offres pour la construction de la Banque centrale du Turkménistan a annoncé en janvier 2008.
En septembre, il a été annoncé que la société de construction turque Ichkale, commandée par le souci de l'État Turkmennebitgazgurlushik construire dans le centre d'Achgabat un nouveau cinéma moderne. Le projet a coûté plus de 20 millions de dollars US. 
Par la suite, l'établissement a été repris par l'entreprise de construction français Vinci,.
La cérémonie d'ouverture du bâtiment a eu lieu le 29 juin 2011 avec la participation du président du Turkménistan Gurbanguly Berdimuhamedov.

## Caractéristique
Le cinéma comprend deux salles, une grande (500 places) et une petite (70 sièges). C'est la première salle de cinéma au Turkménistan où il est possible de regarder des films en 3D au format numérique. La superficie totale du centre de cinéma est d'environ 4,5 millions de mètres carrés. La façade du bâtiment est recouverte de marbre blanc et de granit gris et décorée avec des vitraux. Le complexe exploite un café Internet, une boutique pour la vente de livres et de souvenirs, un café en plein air. Elle est située en face de la zone d'entrée principale pour les événements spéciaux. Au cinéma, sont montrés principalement des documentaires sur le Turkménistan. Il s'agit d'une exigence tacite sur les films exclusivement en langue turkmène.